# District historique de Lake Fish Hatchery
Le district historique de Lake Fish Hatchery – ou Lake Fish Hatchery Historic District en anglais – est un district historique américain dans le comté de Teton, au Wyoming. Situé sur les bords du lac Yellowstone, au sein du parc national de Yellowstone, cet ensemble de neuf bâtiments a été construit par l'United States Fish and Wildlife Service dans le style rustique du National Park Service à compter de 1930 pour servir d'écloserie de poissons. Il est inscrit au Registre national des lieux historiques depuis le 25 juin 1985.